# Asser (monaco)
Asser, conosciuto anche come Asser Menevensis, in italiano Assero o Asserio (... – 909), è stato un monaco cristiano e vescovo gallese, prima nel monastero di St. David’s nel regno di Dyfed fino all’885 e poi vescovo di Sherborne dall’890 fino alla sua morte; è noto soprattutto per essere il biografo e consigliere del re Alfredo il Grande di Wessex.

## Vita
Asser nacque probabilmente nel sud del Galles; non si sa molto dei suoi primi anni fino a che non divenne monaco presso il monastero di St. David’s nel regno del Dyfed. In quel luogo trascorse probabilmente la sua vita fino al momento in cui il monastero e il regno vennero conquistati da parte dei figli di Rotri Mawr, a seguito di un’alleanza tra gli invasori vichinghi e alcuni sovrani gallesi in ottica anti-anglosassone. Asser inizialmente domandò protezione per il proprio monastero presso la corte reale del Wessex, ma il re chiese in cambio la presenza del monaco per metà anno a Winchester.Il reclutamento rappresentò una svolta nella sua vita, in quanto il monaco diventò il principale consigliere intimo del re.
Il suo ruolo a corte non è documentato nel dettaglio; egli si occupò però della formazione del clero e dei nobili inglesi, affiancato da figure di spicco in campo teologico, provenienti non solo dall’isola britannica, ma anche dal continente europeo. Asser aiutò il re ad imparare il latino all’età di quarant’anni e probabilmente ebbe un ruolo chiave nelle traduzioni della Cura Pastoralis di Gregorio Magno  e delle opere di Boezio, composte da Alfredo stesso. Il monaco diventò vescovo di Sherborne dall’890, ma secondo alcune fonti, derivanti dalle prime copie della Vita Alfredi,Asser risultava già come vescovo, probabilmente riferendosi al monastero di St David’s, il suo luogo di origine; fu inoltre fautore di un’alleanza tra sassoni e gallesi in funzione anti-vichinga,facendo da tramite tra i regni di Demetia, Brecheinoc, Gwent e Morganwy e il Wessex.
Inoltre, secondo la versione del 1603 della Vita interpolata da William Camden, su influsso reale fu fondatore dell’Università di Oxford; comunemente si pensa che questa teoria sia sbagliata e sia semplicemente un tentativo di collegare le radici dell’università ad un personaggio di spicco del passato inglese.

## La Vita Alfredi
Asser scrisse, in un momento imprecisato, la Vita Alfredi che è la principale opera che riguarda direttamente la figura del sovrano; concepita allo stesso modo de Vita Caroli di Eginardo che rientra nel genere degli specula principi. Si tratta di una biografia compilata dal monaco di St. David’s per Alfredo il Grande, non per essere storicamente accurata e a carattere annualistico, ma con lo scopo di celebrare il personaggio, le cui vicende si sono intrecciate a livello politico e privato con quelle del religioso. Nonostante il re morisse sei anni dopo e Asser visse ancora per sedici, l’opera termina bruscamente documentando l’anno 893 senza motivazione.

## LaVita Alfredidal medioevo al XIX secolo
l I primi manoscritti che riprendono lo scritto di Asser sono attestati dal XII secolo in poi mentre riproduzioni a stampa furono prodotte dal 1574. I due manoscritti più antichi sono scomparsi nel 1731 in seguito all’incendio della Cotton Library; la storia della “Vita” scritta da Asser è stata ricostruita da Stevenson nel 1904, che si è occupato di fornire una versione più critica possibile eliminando in alcune parti frasi o leggende attribuite in modo postumo da altri commentatori, oppure commentandone le scelte. Pur non essendoci nessuna prova che sia stato Asser ad aver composto l’opera, gli storici concordano che le probabilità inverse siano ancora minori. Gli accademici hanno evidenziato come diversi autori, qualche secolo dopo, abbiano ripreso e strumentalizzato la “Vita” per i propri interessi personali. Un esempio di queste manipolazioni è riscontrabile in Florence di Worcester, che nella sua traduzione omette sistematicamente alcune parti, oppure in Simeon di Durham, monaco del XII secolo che unisce i perduti annali del Northumbria all’opera del monaco gallese inserendola per gli anni che vanno dal 731 fino all’801, riprendendola poi dall’anno 849 al 951, che è la probabile data di morte del primo autore di cui Simeon fa le veci utilizzando in toto la versione di Florence.
Le prime edizioni a stampa della Vita si devono invece al lavoro dell’arcivescovo Parker nel 1574, che decide di preservare l’opera in modo da poterla trasmettere alle generazioni future, basandosi sulla versione dell’opera denominata Cottonian MS, che usava la scrittura carolina e che usava termini sia latini che anglosassoni. Tale manoscritto, che viene fatto risalire ai primi anni dell’undicesimo secolo, è stato prodotto da uno scriba che pare aver ricevuto un’educazione sommaria (fatto suggerito dall’alto numero di errori di scrittura).
La seconda edizione fu realizzata nel 1603 da William Camdem con lo scopo di sostenere l’origine dell’Università di Oxford ai tempi di Grimbald, arcivescovo di Canterbury, e Alfredo, “modificando” l’opera per giustificare la “vittoria” morale di Oxford sull’Università di Cambridge. In seguito, ci furono altre due edizioni datate 1722 e 1848 che risultarono di minor impatto rispetto a quelle precedenti: il lavoro di Francis Wise e James Hill, prodotto ad Oxford, risulta una copiatura della versione di Camdem e sullo stesso piano figura l’edizione di Henry Petrie nei Monumenta Historica Britannica una copiatura dell’opera di Wise e Hill.